# Panjentica
Panjentica (mađ. Tuskópuszta) je naseljena pustara u jugoistočnoj Mađarskoj.

## Zemljopisni položaj
Nalazi se kod Baćina.

## Upravna organizacija
Upravno pripada bajskoj mikroregiji u Bačko-kiškunskoj županiji. Poštanski je broj 6351. Pripada selu Baćinu.

## Stanovništvo
Stanovnike se naziva Panjentičanima i Panjentičankama, a naziv za njih zabilježen je u Baćinu.